# Adidas Tango

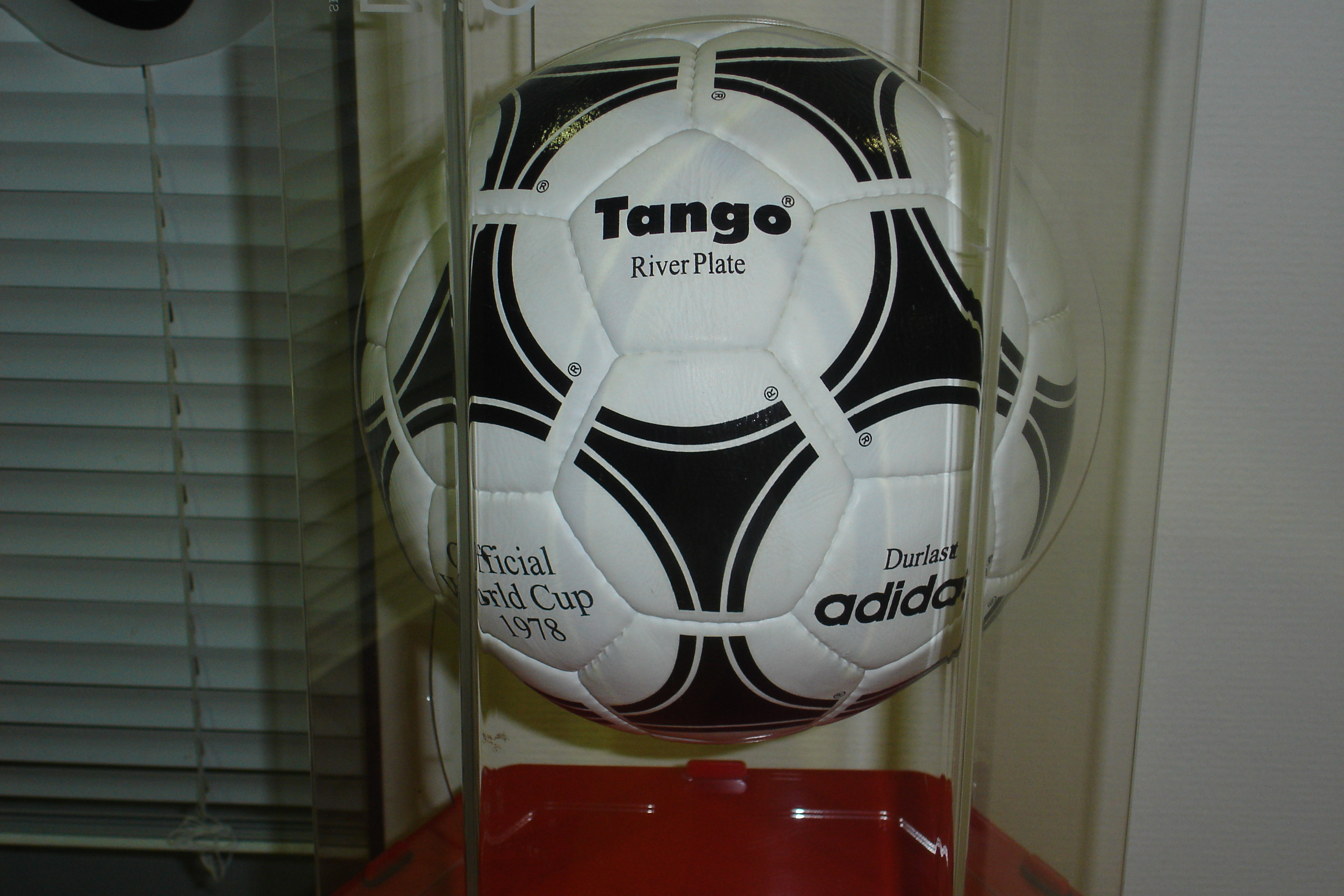
De Adidas Tango (editie WK 1978)

De Tango was de officiële wedstrijdbal tijdens het FIFA-wereldkampioenschap voetbal 1978 in Argentinië. Hij is ontworpen en gemaakt door adidas. De bal introduceerde een nieuw ontwerp dat de eerstkomende twintig jaar nog gebruikt zou worden: twintig vlakstukken met triades, gemaakt met twaalf identieke cirkels. Het was de duurste bal in de geschiedenis. In die tijd kostte de bal vijftig pond. Samen met de Telstar, was het en is het nog steeds het populairste ontwerp in de voetbalgeschiedenis. De Tango is gebruikt in beroemde voetballanden als Duitsland, Nederland,  Engeland, Frankrijk, Spanje en Italië. Adidas besloot om dit ontwerp te noemen naar de diepe passie, emotie en elegantie van Argentinië. Verder werd de wedstrijdbal gebruikt tijdens het Europees kampioenschap voetbal 1980 in Italië (Tango River Plate), het wereldkampioenschap voetbal 1982 in Spanje (Tango España), het Europees kampioenschap voetbal 1984 in Frankrijk  (Tango Mundial), de Olympische Zomerspelen van 1984 in de Verenigde staten  (Tango Sevilla), het Europees kampioenschap voetbal 1988 in West-Duitsland (Tango Europa) en op de Olympische Zomerspelen van 1988 in Zuid-Korea (Tango Séoul). Voor het Europees kampioenschap voetbal 2012 in Polen en Oekraïne werd ook een wedstrijdbal met een soortgelijke naam gebruikt, de Tango 12.